# Eupsammon
Eupsammon – zespół organizmów zasiedlających euarenal, czyli wilgotny piasek przybrzeżny znajdujący się poza zasięgiem fal. W jego skład wchodzą: pierwotniaki, wrotki, brzuchorzęski, niesporczaki. Organizmy te tolerują niekiedy znaczne zmiany temperatury i wilgotności.